# Corralia depressa
Corralia depressa is een hooiwagen uit de familie Gonyleptidae.